# Elżbieta Hutten-Czapska
Elżbieta Hutten-Czapska z domu Meyendorff (ur. 22 września 1833 w Petersburgu, zm. 4 października 1916 w Mińsku) – polska numizmatyczka, współzałożycielka Muzeum im. Emeryka Hutten-Czapskiego w Krakowie.
Pochodziła z inflanckiej gałęzi niemiecko-bałtyckiej rodziny arystokratycznej Meyendorffów von Yxkull. Córka barona Jerzego Meyendorffa (1795–1863), tajnego radcy rosyjskiego, i Zofii hr. Stackelberg (1806–1891). Była żoną Emeryka Zachariasza Hutten-Czapskiego, matką Karola Jana Hutten-Czapskiego i Jerzego Hutten-Czapskiego.
Po niespodziewanej śmierci męża w 1896 roku odegrała ogromną, pierwszoplanową rolę w stworzeniu Muzeum im. Emeryka Hutten-Czapskiego i w 1901 roku dokonała jego otwarcia wraz z Feliksem Koperą.